# Обикновен гмуркащ се буревестник
Обикновените гмуркащи се буревестници (Pelecanoides urinatrix) са вид птици от семейство Буревестникови (Procellariidae).
Разпространени са по островите в южните части на Тихия, Атлантическия и Индийския океан. Достигат дължина 200 до 250 милиметра и маса 85 до 185 грама, като са черни на цвят по гърба и мръснобели по корема. Хранят се главно с ракообразни, които улавят, гмуркайки се на дълбочина до 60 метра.